# Walter Ackerman
Walter Ackerman (født 28. juni 1881 i New York, død 12. december 1938 i Bishop) var en amerikansk stumfilmskuespiller. Han medvirkede i syv film fra 1903 til 1933.
Han blev født i New York, New York og døde i Bishop, Californien 57 år gammel.

## Udvalgt filmografi
- A Midsummer Night's Dream (1909)
- Rugged Water (1925) - Kok
- Man of the Forest (1926)
- Aflame in the Sky (1927)
- Back to God's Country (1927)
- Bride of the Desert (1929) .y
- King Kong (1933)